# Сэй-Сёнагон
Сэй-Сёнаго́н (яп. 清少納言, ок. 966 — 1017?) — средневековая японская писательница и придворная дама при дворе юной императрицы Тэйси (Садако), супруги императора Итидзё периода Хэйан (794—1192). Известна как автор единственной книги «Записки у изголовья», давшей начало литературному жанру дзуйхицу (дословно — «вслед за кистью», «следуя кисти»; очерк, эссе, поток сознания) в японской литературе.

## Имя
«Сэй-Сёнагон» — это не имя писательницы, а её дворцовое прозвище. Сэй-Сёнагон происходила из древнего, но захудалого рода Киёвара (Киёхара), их фамилия писалась двумя иероглифами, и «сэй» — японизированное китайское чтение первого из них. Оно играет роль отличительного инициала перед званием сёнагон (младший государственный советник). Применительно к женщине это лишённый смысла титул, один из тех, что давали фрейлинам невысокого ранга. Имя Сэй-Сёнагон нам не известно, так как в семейные родословные вписывали только имена мальчиков, а сама она нам его не называет. Однако существуют различные гипотезы, из которых наиболее возможной в настоящий момент считается Киёхара Нагико (清原 諾子).

## Биография

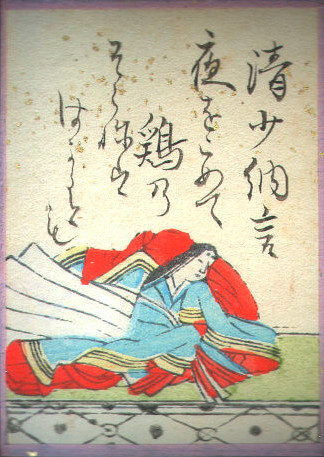

О жизни Сэй-Сёнагон известно мало, во многом реконструкция её биографии строится на догадках и гипотезах.
Её вероятный отец Мотосукэ (908—990) и прадед Фукаябу были известными японскими поэтами, но занимали мелкие малодоходные должности. Сэй-Сенагон, младшая дочь, родилась, когда её отцу было уже под 60. Возможно, что раннее детство она провела вместе с отцом в провинции.
В 981(?) году, в возрасте 16 лет, Сэй-Сёнагон выходит замуж (или начинает сожительствовать) за Татибану Норимицу, чиновника невысокого ранга. Их брак был неудачным и недолгим, у них родился сын Татибана-но Норинага. Легенда гласит, что она порвала с ним, так как он оказался плохим поэтом. Позже она также была замужем за Фудзиварой Мунэё, от которого предположительно родила дочь Кома-но Мёбу; по другим данным, вторым мужем писательницы был Фудзивара-но Санэката. Скорее всего, к моменту прибытия ко двору Сэй-Сёнагон была в разводе. Существуют предположения, что Сёнагон была замужем ещё и третий раз.
В 993(?) году 27-летняя Сэй-Сёнагон поступает на придворную службу в свиту юной императрицы Тэйси (Садако, супруги императора Итидзё, ей было в этот момент 17 лет), которая становится одним из центральных персонажей «Записок у изголовья». Тяжёлые времена для поэтессы наступают, когда Тэйси впадает в немилость — отец императрицы умирает, и его брат, регент Фудзивара Митинага делает свою дочь второй императрицей.
Дворец Садако сгорает, и она с придворными дамами скитается по чужим домам и служебным постройкам. Для Сэй-Сенагон наступили тяжелые дни. Дамы из свиты Садако обвинили её в тайном сговоре с врагами из лагеря нового канцлера, и ей пришлось на время удалиться в свой дом.
После того, как в 1000 году императрица умерла во время родов, Сэй-Сёнагон окончательно уходит со службы и постригается в буддийские монахини, и на этом её творчество завершается.
Считается, что «Записки у изголовья», начатые в благополучный период, были закончены между 1001 и 1010 годом. Она описывает в книге, что писала её для себя, и случайный посетитель унёс рукопись с собой, после чего «Записки» распространились.
Деталей жизни писательницы после смерти императрицы нет. Последнее достоверное упоминание о ней датировано 1017 годом. Точное место захоронения неизвестно.

## Творчество
Сэй-Сёнагон прославилась как автор «Записок у изголовья» и создательница жанра дзуйхицу («вслед за кистью»).
Книга включает в себя бытовые сцены, анекдоты, новеллы и стихи, картины природы, описания придворных торжеств, поэтические раздумья, изящные зарисовки обычаев и нравов. Это богатейший источник информации, содержащий множество красочных и детальных сведений.
Записки состоят из дан (от яп. ступень) — глав. Авторским текстом мы не располагаем, а в дошедших до нас версиях записок число данов неодинаково — в среднем около трёхсот — и расположены они по-разному. Первоначальная архитектоника книги — был ли это классифицированный по рубрикам материал, как в поэтической антологии Кокинсю, или заметки следуют одна за другой, как записи в обычном дневнике, — неизвестна.
Открывает книгу знаменитый дан «Весною — рассвет», который можно назвать программным для эстетических взглядов Сэй-Сёнагон и многих других мастеров японской литературы. Замыкает книгу эпилог, в котором рассказана история создания «Записок». Некоторые даны сцеплены по смыслу или ассоциации. Это позволяет хотя бы гипотетически определить изначальную архитектонику «Записок у изголовья».
Все заметки в книге подразделяют на «рассказы о пережитом», дзуйхицу и «перечисления».

## Интересные факты
- Другая знаменитая писательница Мурасаки Сикибу, автор «Повести о Гэндзи», была придворной дамой второй императрицы, дочери Фудзивара-но Митинаги. Она упоминает о Сэй-Сёнагон в своём «Дневнике», критикуя её[2] за фривольную привычку «записывать каждую интересную вещь, которая попадается на глаза» и слишком заметное самодовольство своим знанием китайского, которое «далеко от совершенства». В свою очередь, в одном из фрагментов Сёнагон прохаживается насчёт кузена Мурасаки, Нобуцунэ, имевшего ужасный почерк, о чертеже которого Сёнагон пишет, что если он будет исполнен в точности, «получится нечто весьма удивительное».
- В честь Сэй-Сёнагон назван кратер на Меркурии.